# Ranunculus palmularis
Ranunculus palmularis är en ranunkelväxtart som beskrevs av Otto Karl Anton Schwarz. Ranunculus palmularis ingår i släktet ranunkler, och familjen ranunkelväxter. Inga underarter finns listade i Catalogue of Life.